# Onalethata Tshekiso
Onalethata Tshekiso (Machaneng, 15 luglio 1988) è un ex calciatore botswano, di ruolo centrocampista.

## Carriera

### Club
Ha giocato per undici stagioni da professionista nella prima divisione del Botswana, che ha anche vinto in cinque occasioni.

### Nazionale
Ha partecipato alla Coppa d'Africa del 2012.
Tra il 2009 ed il 2014 ha totalizzato complessivamente 24 presenze ed una rete con la maglia della nazionale del Botswana.

## Palmarès

### Club

#### Competizioni nazionali
- Botswana Premier League: 5

Township Rollers: 2005, 2010, 2011
Mochudi Centre Chiefs: 2015, 2016
- Coppa del Botswana: 2

Township Rollers: 2005, 2010
- Orange Kabelano Charity Cup: 1

Township Rollers: 2006